# Maria Wern
Maria Wern est une série télévisée suédoise en 18 épisodes de 90 minutes diffusée entre le 16 septembre 2008 et le 6 août 2018 sur TV4.
En France, elle est diffusée depuis le 18 février 2018 sur Polar+. En Suisse elle est diffusée sur RTS Un.

## Synopsis
Veuve et mère de deux enfants, Maria Wern est également inspectrice sur l'île suédoise de Gotland.

## Distribution
- Eva Röse : Maria Wern
- Allan Svensson (sv) : Hartman
- Peter Perski (sv) : Arvidsson
- Ulf Friberg (sv) : Ek
- Tanja Lorentzon (sv) : Erika
- Erik Johansson (sv) : Sebastian
- Joakim Nätterqvist : Torwalds
- Reuben Sallmander (sv) : Patrik

 Source et légende : version française (VF) sur RS Doublage

## Épisodes
À partir de la saison 2, chaque épisode est diffusé en deux parties.

### Première saison (2008)
1. Främmande fågel

### Deuxième saison (2010)
Cette deuxième saison de quatre épisodes est diffusée à partir du 24 novembre 2010.
1. Sans Voix (Stum sitter guden)
2. La mort est si tranquille (Alla de stillsamma döda)

#### Résumé des épisodes
- Sans Voix : L'île de Gotland est animée par les nombreuses festivités accompagnant le solstice d'été. Mais l'île va être le théâtre d'une série de meurtres qui semblent liés à des rites étranges. Un homme est retrouvé pendu, avec, à ses côtés, des animaux massacrés. Puis, un second cadavre est découvert, sacrifié dans sa voiture. C'est le début d'une enquête mystérieuse, dans laquelle d'anciennes croyances se mêlent à des pulsions criminelles tout à fait actuelles.

- La Mort est si tranquille : Ivan, qui élève des hermines, a été victime d'un acte malveillant. Un piège devant sa porte. Parallèlement, un avocat vient de disparaître. Tous deux semblent avoir été les cibles de militants végans. Maria Wern ne tarde pas à identifier l'auteur de menaces adressées aux deux hommes. Mais le jeune homme ne semble pas être un meurtrier.

### Troisième saison (2011-2012)
Cette troisième saison de dix épisodes est diffusée à partir du 22 juin 2011.
1. Un Noël sur la toile (Drömmar ur snö)
2. Qu'elles reposent en paix (Må döden sova)
3. Papillon noir (Svart fjäril)
4. Un garçon disparaît (Pojke försvunnen)
5. Pas même le passé (Inte ens det förflutna)

#### Résumé des épisodes
- Un Noël sur la toile : L'île de Gotland s'apprête à fêter Noël lorsque le corps d'une jeune lycéenne est retrouvé au beau milieu d'une route de campagne.

- Qu'elles reposent en paix : Le père d'Arrvidsson est mort. Lors de l'enterrement, une employée des pompes funèbres fait une fausse couche. Plus tard, elle se suicide à la clinique où elle est admise.

- Papillon noir : Trois crimes avec le même mode opératoire. Les victimes sont asphyxiées avec un sac plastique puis brûlées pour masquer les traces. La sœur de Per Arrvidsson, journaliste, débarque à Gotland.

- Un garçon disparaît : Un navire russe abritant de nombreux trafics est arrivé au port de Gotland. La disparition d'un enfant va conduire Maria Wern à affronter un redoutable gang.

- Pas même le passé : Depuis plusieurs semaines, Maria Wern est la cible d'un harcèlement téléphonique. Lorsque les freins de sa voiture sont sabotés, Hartman, son supérieur, lui demande de quitter l'île temporairement. Elle part avec d'anciennes camarades sur une petite île. L'une d'elles est assassinée.

### Quatrième saison (2013)
1. Le somnambule (Drömmen förde dig vilse)
2. Le berceau de la connaissance (Först när givaren är död)

### Cinquième saison (2016)
1. Amour fou (Min lycka är din)
2. Les morts restent silencieux (De döda tiger)

### Sixième saison (2016)
1. Hors de portée (Dit ingen når)
2. Noirs desseins (Smutsiga avsikter)

### Septième saison (2018)
1. Le feu intérieur (Den eld som brinner)
2. Vague à l'âme (Ringar på vattnet)
3. La rumeur court (Viskningar i vinden)
4. Tu redeviendras poussière (Jord ska du åter vara)

### Huitième saison (2020)[2]
1. Tempête Baltique (Fienden i bland oss)
2. Injustice (En orättvis rättvisa)
3. Meurtre à Farö (Ondskans djupa rot)
4. Des ombres dans la nuit (Som skuggor)